# Federação do Jura
A Federação do Jura foi a mais importante e antiautoritária seção anarquista da Primeira Internacional, baseada principalmente nos relojoeiros das montanhas do Jura na Suíça.
A Federação do Jura, junto a outras seções anarquistas, foi expulsa da Primeira Internacional depois do Congresso de Haia (1872).
Os anarquistas na Federação de Jura, como James Guillaume, desempenhariam um papel chave na conversão anarquista de Piotr Kropotkin. Em Memórias de um Revolucionário, Kropotkin escreve:
…as relações igualitárias que encontrei nas montanhas de Jura, a liberdade de ação e pensamento a qual vi se desenvolver entre os trabalhadores, e sua ilimitada devoção pela causa, tocaram fortemente meus sentimentos; e quando tive que deixar as montanhas, depois de permanecer uma semana com os relojeiros, minhas visões do socialismo foram estabelecidas. Eu era um anarquista…